# Klassenlotterie
Eine Klassenlotterie ist eine Lotterie, bei der der Spielzeitraum in sogenannte Klassen unterteilt ist. Die Anzahl und Höhe der Gewinne steigt von Klasse zu Klasse.
Die in Deutschland von der GKL Gemeinsame Klassenlotterie der Länder veranstaltete Lotterie läuft derzeit ein halbes Jahr und ist in 6 Klassen (Monate) unterteilt. Ziehungen werden täglich durchgeführt, mit einer Hauptziehung in der Woche. Die Lose werden in Anteilen herausgegeben. Der Spielteilnehmer wählt selbst, wie viele Anteile er von einem Los spielen möchte. Die Gewinne werden entsprechend den Anteilen ausbezahlt. Wählt ein Spielteilnehmer ein halbes Los, so gewinnt er entsprechend 50 % des ausgespielten Gewinnbetrages. Gewinne können auf Endziffern und ganze Losnummern fallen. Der Spielplan ist für die Laufzeit einer Lotterie festgeschrieben und wird unabhängig davon ausgespielt, wie viele Lose tatsächlich verkauft sind. Der Spielteilnehmer erhält in jedem Fall den auf seine Losnummer gefallenen Gewinn. Der Höchstgewinn beträgt 16 Millionen Euro. Für die Gewinne garantieren die beteiligten Bundesländer.

## Geschichte
Die Klassenlotterie entstand aus der Lotterie. Im 16. und 17. Jahrhundert wurden Lotterien für die Armen des Landes veranstaltet und um das Land nach Kriegen wieder aufzubauen, ohne die Bürger mit zusätzlichen Abgaben zu belasten. Damit sich die Obrigkeiten die Einnahmen für gemeinnützige Einrichtungen für einen gewissen Zeitraum sichern konnten, veranstaltete man innerhalb einer Lotterie mehrere Ziehungen, für den der Einsatz neu geleistet werden musste; daraus entstanden die Klassen. Die Lose einer Lotterie konnten sonst nur verkauft werden, nachdem eine Lotteriegenehmigung vorlag. Eine Genehmigung einer Lotterie dauerte mehrere Jahre; dazu kamen noch weitere Verzögerungen durch den Verkauf der Lose. Die Losverkäufer zogen zu Fuß durch das Land, was ebenfalls mehrere Jahre dauerte, da man einen Ziehungstermin erst festlegte und veröffentlichte, nachdem alle Lose verkauft waren.

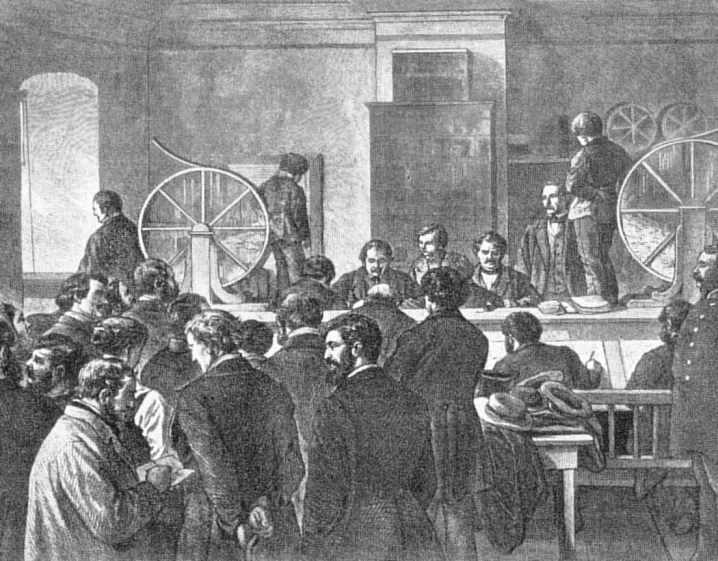
Ziehung bei der Preußischen Klassenlotterie, 1880

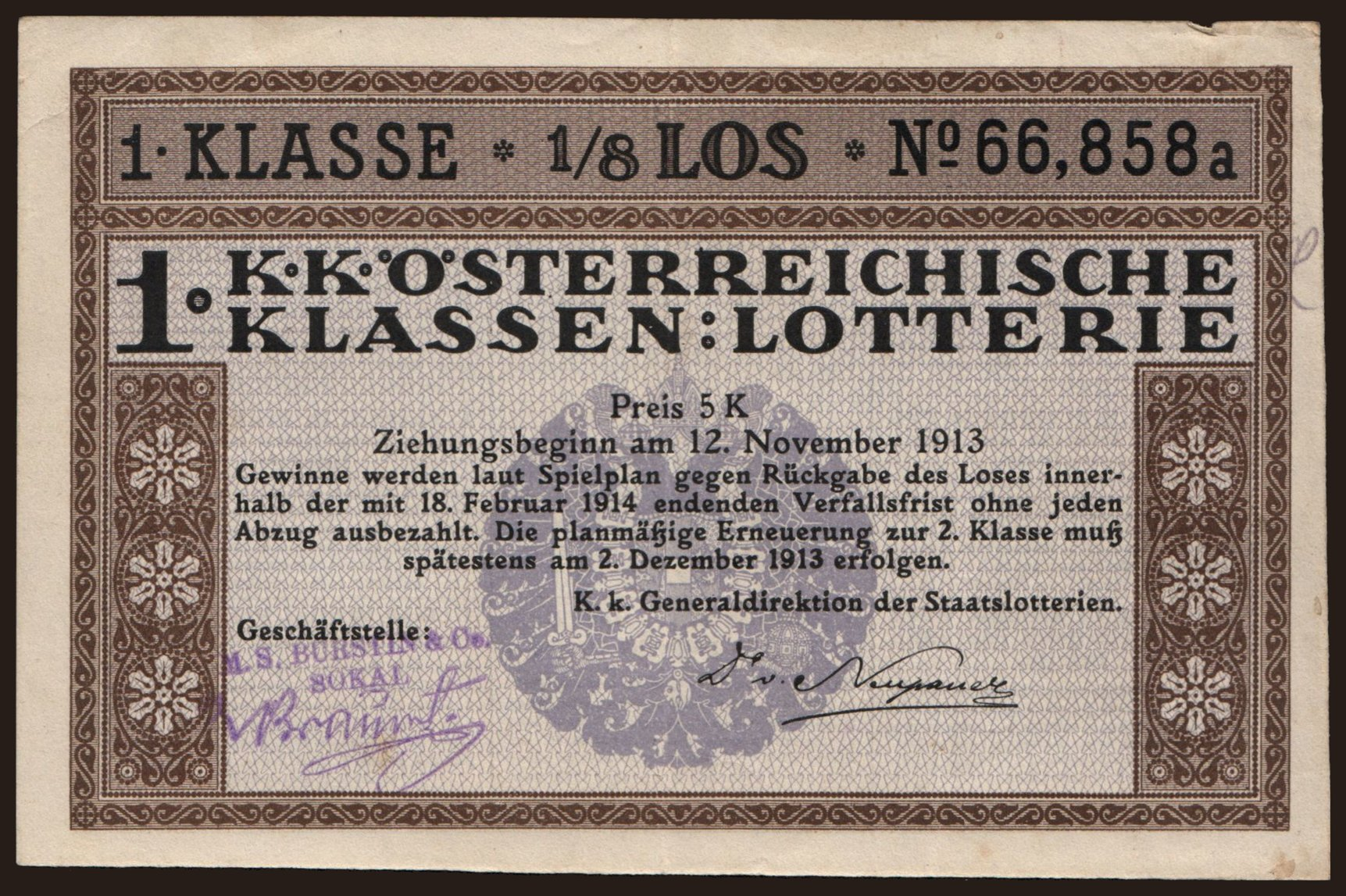
Ein 1/8 Los der ersten Klasse der ersten k.k. Österreichischen Klassen-Lotterie aus dem Jahre 1913

Die erste Klassenlotterie Deutschlands wurde am 23. Juli 1697 in Leipzig durchgeführt. Das Klassensystem wurde 1721 in Hamburg eingeführt, wobei es Lotterien bereits vorher gab. Eine Losauflage umfasste 40.000 Stück und es wurde in 10 Klassen ausgespielt. Im Jahre 1763 gab es in der preußischen Kurmark eine Klassenlotterie mit 20.000 Losen zu je 5 Taler. Der Höchstgewinn unter den 10.000 Gewinnen waren 6.000 Taler. Den Vertrieb der Lose übernahmen die Magistrate der Städte und die Postämter.
Gegen Ende des 19. Jahrhunderts gab es insgesamt 7 konkurrierende Klassenlotterien im damaligen Reichsgebiet. 1938 wurden alle Lotteriegesellschaften (einschließlich der Österreichischen Klassenlotterie) von den regierenden Nationalsozialisten in der Deutschen Reichslotterie zusammengefasst und somit gleichgeschaltet. 1947 entstand die Süddeutsche Klassenlotterie, 1948 die Nordwestdeutsche Klassenlotterie.

### Entstehung der Klassen
Lotterien wurden immer für einen bestimmten mildtätigen Zweck veranstaltet und waren mit der Ziehung beendet. Ab der Genehmigung einer Lotterie dauerte es mehrere Jahre, bis alle Lose verkauft waren, da die Lose nur in den Rathäusern verkauft wurden und die Losverkäufer zu Fuß durchs Land zogen, um diese auf dem Land zu verkaufen. Erst wenn alle Lose verkauft waren, wurde die Ziehung veranstaltet. Auch diese dauerte meist mehrere Wochen, während derer sie Tag und Nacht ohne Unterbrechung durchgeführt wurde. Im 17. Jahrhundert verkürzte man die zeitaufwändige Vorbereitung einer Lotterie, indem man innerhalb einer Lotterie mehrere Ziehungen veranstaltete. Die so entstandenen Klassen hatten den Vorteil, dass Lose für die nächste Ziehung bereits zwischen den Vorangehenden verkauft werden konnten, außerdem wurden dadurch die mildtätigen Zwecken zugutekommenden Einnahmen für einen Zeitraum gesichert. Die erste Klassenlotterie wurde in Deutschland 1696 in Leipzig veranstaltet. Fast jede Stadt und jedes Land hatte im 18. und 19. Jahrhundert in Deutschland seine eigene Klassenlotterie. Die Anzahl der Klassen wurde von Land zu Land ebenso unterschiedlich gehandhabt, wie die Laufzeit einer Lotterie. Einige Veranstalter erhöhten von Klasse zu Klasse die Anzahl und Höhe der Gewinne oder ließen bereits gewonnene Lose nach einer bestimmten Ziehung ausscheiden. Es gab auch Veranstalter, die Gewonnene Lose einer Klasse wieder in den Topf für die nächste Lotterie warfen, so dass in den letzten Klassen einer Lotterie zahlreiche Losnummern mehrfach im Spiel waren. Die Spielpläne waren dem Bedarf der Bürger angepasst. In Kriegsjahren wurden in den Spielplan Dinge des täglichen Bedarfs aufgenommen, wie die Bibel oder Geschirr. Auch Leibrenten wurden gerne als Gewinne ausgespielt. Hier hatte sich aber so mancher Veranstalter verrechnet, da auf Dauer mehr ausbezahlt wurde, als zuvor durch die Lotterie eingenommen wurde. Die Leibrenten wurden ein Leben lang ausbezahlt; sprach ein Gewinner einer Leibrente nicht spätestens nach zwei Jahren nochmals vor, galt er als verstorben und die Zahlung wurde eingestellt. Meist übertrug der Gewinner die Rente aber gleich auf das jüngste Familienmitglied, um eine längere und damit dauerhafte Zahlung zu erhalten.
So facettenreich die Klassenlotterien im 18. und 19. Jahrhundert veranstaltet wurden, so unterschiedlich prägte die Entwicklung auch die heutigen Klassenlotterien. Die heute bestehenden Klassenlotterien NKL, SKL sowie ÖKL haben daher Unterschiede im Spielplan.
Häufig handelt es sich hier um eine Endziffernlotterie, die Bezug auf die Losnummer nimmt. Für die Länge und Anzahl der einzelnen Klassen gibt es keine Faustregel. Heutzutage dauert eine Klasse einen Monat und eine Lotterie mit sechs Klassen also sechs Monate.
Eine Teilnahme an einer derartigen Lotterie ist nur von der 1. Klasse aus sinnvoll. In der Regel ist ein Einstieg jederzeit möglich, wenn man die Spieleinsätze der vorangegangenen Klassen entrichtet. Ein nachträglicher Gewinn ist allerdings logischerweise nicht möglich.

## Veranstalter
Klassenlotterien werden in Deutschland seit dem Zusammenschluss der Nordwestdeutschen Klassenlotterie und der Süddeutschen Klassenlotterie vom 1. Juli 2012 von der GKL Gemeinsame Klassenlotterie der Länder veranstaltet.
In Österreich bieten die Österreichischen Lotterien die Österreichische Klassenlotterie an.